# John FitzPatrick (1er comte d'Upper Ossory)
Pour les articles homonymes, voir John FitzPatrick.
John FitzPatrick, 1er comte d'Upper Ossory (1719 – 23 septembre 1758) est un noble irlandais vivait dans le comté de Cork en Irlande.

## Biographie

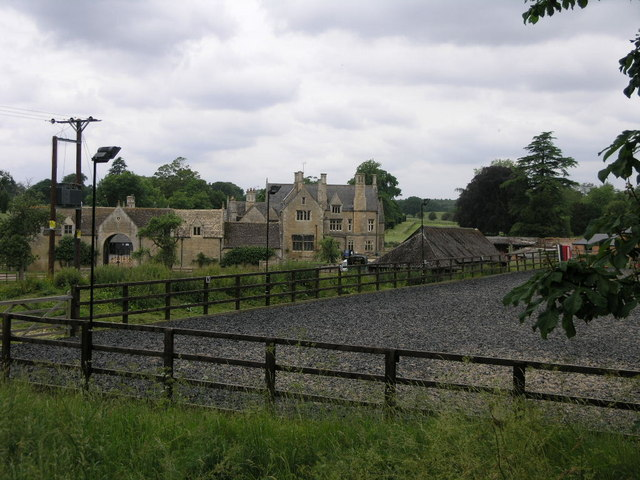
Fermyn Woods Hall

Il est le fils de Richard FitzPatrick (1er baron Gowran) et d'Anne Robinson et fait ses études au Queen's College, à Oxford. Il succède à son père en tant que 2e baron Gowran en 1727 et à sa mère pour les domaines de Farmingwoods (maintenant Fermyn Woods), Northamptonshire et Ampthill, Bedfordshire en 1744. Il est créé le 5 octobre 1751, comte d'Upper Ossory dans la pairie d'Irlande. Il est député de Bedfordshire de 1753 à 1758.
Il épouse Evelyn Leveson-Gower, fille de John Leveson-Gower (1er comte Gower), le 29 juin 1744. Ils ont quatre enfants:
- John FitzPatrick (2e comte d'Upper Ossory) (1745 – 1818)
- Richard FitzPatrick (24 janvier 1748 – 25 avril 1813)
- Mary FitzPatrick (avant 1751 – 6 octobre 1778), épouse Stephen Fox (2e baron Holland).
- Louisa FitzPatrick (1755 – 7 août 1789) épouse William Petty FitzMaurice (plus tard le 1er marquis de Lansdowne).